# 하이안데르송 다 코스타 모라이스
하이안데르송 다 코스타 모라이스(포르투갈어: Raianderson da Costa Morais, 1995년 8월 26일 ~ )는 까레카로도 불리우고 있는 브라질의 축구 선수로 현재 대한민국 K3리그의 강릉시민축구단에서 미드필더로 활동 중이다.